# Districtul Na Pho
Na Pho (în thailandeză นาโพธิ์) este un district (Amphoe) din provincia Buriram, Thailanda, cu o populație de 33.135 de locuitori și o suprafață de 255,0 km².

## Componență
Districtul este subdivizat în 5 subdistricte (tambon), care sunt subdivizate în 71 de sate (muban).
| Nr. | Nume      | În thailandeză | Sate | Locuitori |  |
| --- | --------- | -------------- | ---- | --------- |  |
| 1.  | Na Pho    | นาโพธิ์          | 18   | 7,189     |  |
| 2.  | Ban Khu   | บ้านคู           | 15   | 6,947     |  |
| 3.  | Ban Du    | บ้านดู่           | 12   | 5,613     |  |
| 4.  | Don Kok   | ดอนกอก         | 16   | 7,922     |  |
| 5.  | Si Sawang | ศรีสว่าง         | 10   | 5,464     |  |